# 中国共产党贵州省委员会
中国共产党贵州省委员会，简称中共贵州省委，是中国共产党在贵州省的组织和领导机关，成立于1948年5月，由中国共产党贵州省代表大会选举产生，在代表大会闭会期间执行中国共产党中央委员会的指示和中国共产党贵州省代表大会的决议，领导贵州省的党务工作，并定期向中国共产党中央委员会报告工作。目前，徐麟担任该委员会书记，李炳军、马汉成担任该委员会副书记。

## 职责
根据《中国共产党地方委员会工作条例》，中国共产党地方委员会主要实行政治、思想和组织领导，承担下列职能：
1. 对本地区重大问题作出决策。
2. 通过法定程序使党组织的主张成为地方性法规、地方政府规章或者其他政令。
3. 加强对本地区宣传思想文化工作的领导，牢牢掌握意识形态工作领导权、话语权。
4. 按照干部管理权限任免和管理干部，向地方国家机关、政协组织、人民团体、国有企事业单位等推荐重要干部。
5. 支持和保证人大、政府、政协、法院、检察院、人民团体等依法依章程独立负责、协调一致地开展工作，发挥这些组织中党组的领导核心作用。
6. 加强对本地区群团工作和统一战线工作的领导。
7. 动员、组织所属党组织和广大党员，团结带领群众实现党的目标任务。

## 历届组成人员

### 历届省委书记
（省委第一书记）
- 苏振华（1949年2月 - 1954年5月）
- 周　林（1954年12月 - 1964年10月）
- 李大章（1964年11月 - 1965年4月）
- 贾启允（1965年5月 - 1967年1月）
- 李再含（1967年12月 - 1969年10月）
- 蓝亦农（1969年10月 - 1973年9月）
- 鲁瑞林（1973年9月 - 1977年2月）
- 马　力（1977年2月 - 1979年9月）
- 池必卿（1979年9月 - 1985年3月）
- 朱厚泽（1985年4月 - 1985年7月）
- 胡锦涛（1985年7月 - 1988年12月）
- 刘正威（1988年12月 - 1993年7月）
- 刘方仁（1993年7月 - 2001年1月）
- 钱运录（2001年1月 - 2005年12月）
- 石宗源（2005年12月 - 2010年8月）
- 栗战书（2010年8月 - 2012年7月18日）
- 赵克志（2012年7月18日 - 2015年7月）
- 陈敏尔（2015年7月 - 2017年7月）
- 孙志刚（2017年7月 - 2020年11月）
- 谌贻琴（女，白族）（2020年11月 - 2022年12月）
- 徐麟（2022年12月 - ）

### 历届省委
第十一届省委（2012年4月-2017年4月）
- 书记：栗战书（-2012年7月）、赵克志（2012年7月-2015年7月）、陈敏尔（2015年7月-）
- 副书记：赵克志（-2012年7月）、陈敏尔（-2015年7月）、李军（2013年4月-2014年12月）、谌贻琴（女，白族）（2015年4月-）、孙志刚（2015年10月-）
- 常务委员：栗战书（-2012年7月）、赵克志（-2015年7月）、陈敏尔、李军（-2014年12月）、崔亚东（-2013年4月）、谌贻琴（女，白族）、宋璇涛（-2017年3月）、刘晓凯（苗族）、石晓（-2014年4月）、孙永春、喻红秋（女）（-2013年11月）、秦如培、廖国勋（土家族）（-2015年4月）、陈刚（2013年6月-）、张广智（2014年4月-2016年11月）、王盛槐（2014年5月-）、王晓光（2014年4月-）、慕德贵（2015年4月-）、孙志刚（2015年10月-）、刘奇凡（2016年1月-2016年10月）、李再勇（2016年12月-）、夏红民（2017年3月-）、李邑飞（2017年3月-）

第十二届省委（2017年4月-2022年4月）
- 书记：陈敏尔（-2017年7月）、孙志刚（2017年7月-2020年11月）、谌贻琴（女，白族）（2020年11月-）
- 副书记：孙志刚（-2017年7月）、谌贻琴（女，白族）（-2020年11月）、蓝绍敏（2020年9月-）、李炳军（2020年11月-）
- 常务委员：陈敏尔（-2017年7月）、孙志刚（-2020年11月）、谌贻琴（女，白族）、刘晓凯（苗族）（-2018年3月）、秦如培（-2018年1月）、陈刚（-2017年6月）、慕德贵（-2020年1月）、夏红民（-2021年11月）、王晓光（-2018年3月，因严重违纪被查）、李邑飞（-2020年5月）、李再勇（仡佬族）、龙长春（苗族，-2021年1月病逝）、唐承沛（2017年7月-2018年3月）、赵德明（瑶族，2018年5月-）、刘捷（2018年5月-2021年12月）、严朝君（2018年10月-2020年12月）、时光辉（2018年11月-）、王艳勇（2018年12月-）、卢雍政（2020年1月-）、蓝绍敏（2020年9月-）、吴强（侗族，2020年9月-）、李炳军（2020年11月-）、胡忠雄（2021年2月-）、李元平（2021年12月-）

第十三届省委（2022年4月至今）
- 书记：谌贻琴（女，白族）（-2022年12月）、徐麟（2022年12月-）
- 副书记：李炳军、时光辉（-2024年10月）、马汉成（2024年12月-）
- 常务委员：谌贻琴（女，白族）（-2022年12月）、李炳军、时光辉、李元平、卢雍政、吴强（侗族）、胡忠雄、谭炯（-2023年2月）、吴胜华（-2025年7月，因严重违纪被查；布依族）、李睿、时玉宝、陈少波（土家族）(-2024年1月）、李辉（2022年9月-2023年3月）、徐麟（2022年12月-）、王雷（2023年3月-）、郭强（2023年4月-）、郭锡文（2024年3月-）、马汉成（2024年12月-）

### 贵州省长
……
- 林树森（2006年7月－2010年8月）
- 赵克志（2010年8月－2012年12月）
- 陈敏尔（2012年12月－2015年10月）
- 孙志刚 （2015年10月－2017年9月 ）
- 谌贻琴（2017年9月－2020年11月）
- 李炳军（2020年11月－）

### 历届省委秘书长
...
- 刘捷（2018年5月 - 2020年9月）
- 吴强（2020年9月 - 2022年5月）
- 陈少波（2022年5月 - 2024年1月）
- 郭锡文（2024年3月 - ）

## 机构设置
根据《贵州省机构改革方案》，中国共产党贵州省委员会设置工作机关12个，工作机关管理的机关（副厅级）4个。中共贵州省委设置下列机构：
- 中共贵州省委办公厅

### 职能部门
- 中共贵州省委组织部
- 中共贵州省委宣传部
- 中共贵州省委统一战线工作部
- 中共贵州省委政法委员会

（省委办公厅挂省档案局牌子；省委组织部挂非公有制经济组织和社会组织工作委员会、省公务员局牌子；省委宣传部挂对外宣传办公室（省政府新闻办公室）、省精神文明办公室、省新闻出版局（省版权局）、省电影局牌子；省委统一战线工作部挂省政府侨务办公室牌子）

### 办事机构
- 中共贵州省委政策研究室
- 中共贵州省委网络安全和信息化委员会办公室
- 中共贵州省委机构编制委员会办公室
- 中共贵州省委军民融合发展委员会办公室
- 中共贵州省委巡视工作领导小组办公室
- 贵州省信访局

（省委全面深化改革委员会办公室设在省委政策研究室。省委全面依法治省委员会办公室设在省司法厅。省委国家安全委员会办公室设在省委办公厅。省委财经委员会办公室设在省委办公厅。省委审计委员会办公室设在省审计厅。省委教育工作领导小组秘书组设在省教育厅。省委农村工作领导小组办公室设在省农业农村厅。网络安全和信息化委员会办公室挂省互联网信息办公室牌子。省委军民融合发展委员会办公室挂省国防科学技术工业办公室牌子。）

### 派出机关
- 中共贵州省委直属机关工作委员会

（省委教育工作委员会与省教育厅合署办公，不计入机构限额。）

### 直属事业单位
- 中共贵州省委党校
- 《贵州日报》社
- 贵州社会主义学院
- 中共贵州省委党史研究室
- 贵州省档案馆

（省委党校挂贵州行政学院牌子。贵州社会主义学院挂贵州中华文化学院牌子。）

### 工作机关管理的机关
- 中共贵州省委保密委员会办公室，由省委办公厅管理。
- 中共贵州省委机要局，由省委办公厅管理。
- 中共贵州省委老干部局，由省委组织部管理。
- 中共贵州省委台湾工作办公室，由省委统一战线工作部管理。

（省委保密委员会办公室挂省国家保密局牌子。省委机要局挂省国家密码管理局牌子。省委台湾工作办公室挂省人民政府台湾事务办公室牌子。）

## 历史
1949年8月19日，第二野战军司令员刘伯承、政治委员邓小平下达《川黔作战基本命令》，确定杨勇（司令员）、苏振华（政治委员）指挥第五兵团及第三兵团的第十军直出贵州。根据中共中央决定，抽调了1000多名干部于9月中旬正式组成西进支队，并动员了大批青年知识分子组成西南服务团，经过短期培训，随军进贵州工作。10月，五兵团和西进支队在进军贵州途中，先后于湖南湘潭、邵阳召开会议，研究、筹划、部署入黔作战及解放后贵州的工作。根据中共中央和上海局的指示，中共贵州省工委、中共贵阳特支及“新联”、遵义曙光社等分别印发了《将革命进行到底》等文件和传单，积极组织和发动群众，开展保护企业厂矿，反对国民党贵州当局对企业厂矿搬迁和破坏的斗争。有效保护了贵阳电厂厂房和设备，使贵阳电厂成为全国在当地解放前夕没有停电的六家电厂之一；还有效保护了大定羊场坝航空发动机制造厂，第三十兵工厂等一批厂矿以及贵州广播电台。11月15日上午，人民解放军进入贵阳城区。到1949年12月底，贵州全省79个县全部获得解放，歼灭国民党部队7000多人，争取国民党起义投诚43000多人。